# شینیچی کودو
شینیچی کودو (ژاپنی: 工藤 新一 هپبورن: Kudō Shin'ichi) که در نسخه‌های اقتباس شده انگلیسی تحت نام جیمی کودو شناخته می‌شود، یک شخصیت داستانی و قهرمان اصلی مجموعه مانگای کارآگاه کونان است که توسط گوشو آئویاما ایجاد شده‌است. او یک دانش‌آموز ۱۷ ساله در دبیرستان تیتان بود که به "کارآگاه دبیرستان" معروف بود و به پلیس در حل پرونده‌ها و یافتن مجرمان کمک می‌کند. شینیچی پس از برخورد با جین و وودکا، دو تن از عوامل سازمان مرموز بک، که در حال انجام معامله‌ای مخفیانه در شهربازی بودند، مجبور به قورت دادن سم کشنده‌ای به نام ای‌پی‌تی‌ایکس ۴۸۶۹ می‌شود. به‌دلیل اثرات جانبی نادر، این سم باعث مرگش نشد، در عوض او می‌تواند بدنش را کوچک و به اندازهٔ یک بچه مدرسهٔ ابتدایی تبدیل می‌کند که این مسئله او را مجبور می‌کند تا از نام مستعار کونان ادوگاوا (江戸川 コナン Edogawa Konan) برای مخفی نمودن هویت خود از کسانی که او را مسموم کردند استفاده کند. او تنها پسر خانواده ثروتمند کودو است که او را در ١۴ سالگی در ژاپن ترک کردند. پدر او یوساکو کودو، نویسنده رمان‌های معمایی و مادرش، یوکیکو کودو، بازیگر سابق است. او مانند پدرش باهوش و مانند مادرش اعتماد به نفس دارد و یک کارآگاه معروف در کشورش محسوب می‌شود که شرلوک هولمز را مثال می‌زند.